# Martin Bangemann

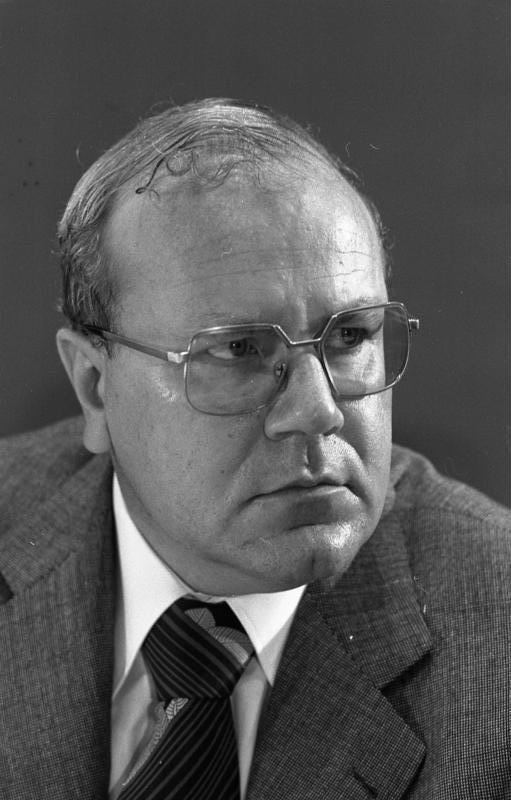
Martin Bangemann, 1977

Martin Andreas Bangemann (* 15. November 1934 in Wanzleben; † 28. Juni 2022 in Saint-Vincent-la-Châtre, Frankreich) war ein deutscher Politiker (FDP).
Er war von 1984 bis 1988 Bundesminister für Wirtschaft und von 1989 bis 1993 Europäischer Kommissar für den Binnenmarkt bzw. von 1993 bis 1999 für Industriepolitik, Informationstechnik und Telekommunikation.
Von 1985 bis 1988 war er Bundesvorsitzender der FDP.

## Leben und Beruf
Martin Bangemann wurde als Sohn eines Schlossermeisters geboren. Er besuchte die Volks- und Mittelschule, verlor bei Kriegsende beide Eltern und kam danach zu einer Pflegefamilie in Ostfriesland. Er lebte ab Dezember 1945 in Moordorf und ging zunächst zur Oberschule in Aurich. Seine Jugend verbrachte er in Emden, wo er ebenfalls die Oberschule besuchte. Nach dem Abitur 1955 absolvierte er ein Studium der Rechtswissenschaft an den Universitäten Tübingen und München, das er nach dem ersten und zweiten juristischen Staatsexamen 1962 in München mit der Promotion zum Dr. jur. mit der Arbeit Bilder und Fiktionen in Recht und Rechtswissenschaft beendete. Im Jahr 1964 wurde er in seiner nunmehrigen Heimatstadt Metzingen als Rechtsanwalt zugelassen. Im Anschluss war er bis 1984 als Rechtsanwalt in Stuttgart und Metzingen tätig.
Im unmittelbaren Anschluss an seine politische Karriere ging er 1999 zum spanischen Telekommunikationskonzern Telefonica, wo er am 1. Juli 2000 Mitglied des Vorstands wurde. Nach Beurlaubung verließ er Telefonica bereits im Jahr 2001 wieder. Im Juli 2001 wurde er Mitglied des Aufsichtsrats der Hunzinger Information AG. Vom Jahr 2001 bis 2007 betrieb er die Ein-Mann-Consulting-Firma MB Consultants.
Martin Bangemann war verheiratet und hatte fünf Kinder. Er starb am 28. Juni 2022 in seinem Haus im französischen Département Deux-Sèvres im Alter von 87 Jahren an einem Herzinfarkt.

## Partei
Bangemann engagierte sich im Liberalen Studentenbund und bei den Jungdemokraten. 1963 trat er in die FDP ein. Von 1969 bis 1974 war er Stellvertretender Vorsitzender und bis 1978 Landesvorsitzender der FDP/DVP in Baden-Württemberg. Von 1974 bis 1975 war er Generalsekretär der FDP. Von 1985 bis 1988 übernahm er den Bundesvorsitz der Partei. Von 1974 bis 1975 und von 1978 bis 1984 war er Mitglied des FDP-Präsidiums.
Von 1972 bis 1975 und von 1976 bis 1998 war er Mitglied des Kuratoriums der Friedrich-Naumann-Stiftung, davon in den Jahren 1990 bis 1996 als Vorsitzender. 1975/76 war er stellvertretender Vorsitzender des Vorstandes der Stiftung.

## Abgeordneter
Bei der Bundestagswahl 1972 zog Bangemann über die Landesliste der FDP Baden-Württemberg erstmals in den Deutschen Bundestag ein. Seit 1973 gehörte er darüber hinaus dem Europäischen Parlament an, damals noch vom Bundestag entsandt. Im Vorfeld der ersten Direktwahl des Europäischen Parlaments wurde er auf der FDP-Bundesvertreterversammlung 1979 zum Spitzenkandidaten gewählt und gehörte seit der Wahl wieder dem Europäischen Parlament als Abgeordneter an. Deshalb schied er mit Ablauf der achten Legislaturperiode 1980 aus dem Bundestag aus.
Im Europäischen Parlament war Bangemann von 1979 bis 1984 Vorsitzender der Liberalen und Demokratischen Fraktion. Nachdem die FDP bei der Europawahl 1984 an der Fünf-Prozent-Hürde gescheitert war, schied er aus dem Europa-Parlament aus.
Nach der Bundestagswahl 1987 war Bangemann erneut Mitglied des Deutschen Bundestages. Als er Anfang 1989 zur Europäischen Kommission wechselte und sein Mandat aufgab, rückte Ingrid Walz für ihn nach.
Bangemanns Sekretärin Johanna Olbrich (alias Sonja Lüneburg), die für ihn von 1973 bis 1985 arbeitete, war eine Spionin der DDR-Staatssicherheit. Olbrich arbeitete zunächst für den Berliner FDP-Landesvorsitzenden und Bundestagsabgeordneten William Borm, der seit Ende der 1950er Jahre Agent des DDR-Ministeriums für Staatssicherheit (MfS) war. Dann wurde Olbrich für den Generalsekretär Karl-Hermann Flach tätig und arbeitete schließlich mehr als zehn Jahre lang für Bangemann. Sie wurde nach der Wende zu einer zweieinhalbjährigen Bewährungsstrafe verurteilt.

## Öffentliche Ämter

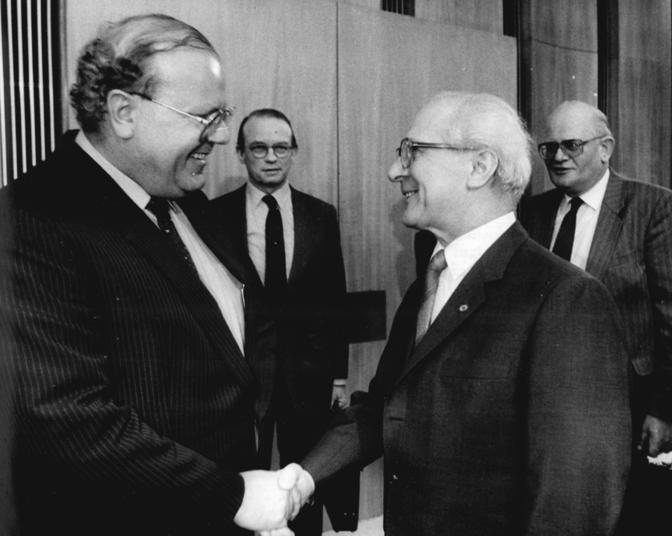
Martin Bangemann (links) mit Erich Honecker im März 1986

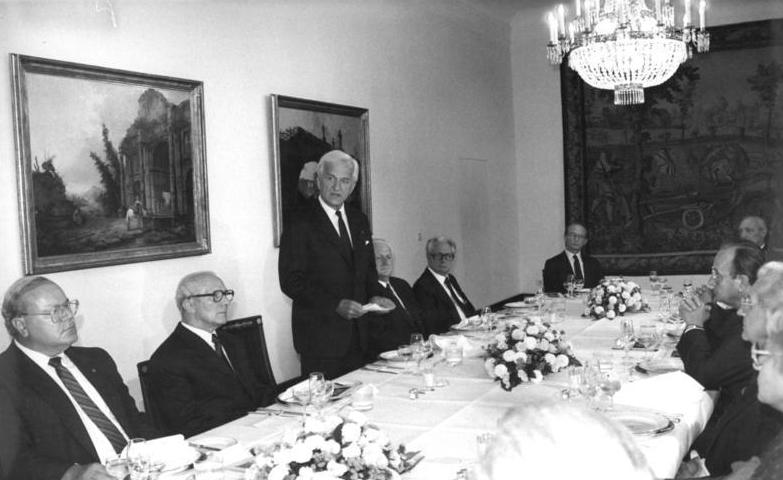
Besuch Honeckers in der Bundesrepublik Deutschland, Mittagessen beim Bundespräsidenten am 7. September 1987. V. l. n. r.: Bangemann, Honecker, Weizsäcker, Mittag, Vogel, Bräutigam, Genscher.

1972 kandidierte Bangemann für das Amt des Oberbürgermeisters von Mannheim. Am 27. Juni 1984 wurde Bangemann als Bundesminister für Wirtschaft in die von Bundeskanzler Helmut Kohl geführte Bundesregierung berufen. Anfang 1989 wechselte er als Mitglied in die EG-Kommission mit Zuständigkeit für den Binnenmarkt. 1993 wurde er EU-Kommissar für Industriepolitik, Informationstechnik und Telekommunikation. Dieses Amt behielt er bis zum geschlossenen Rücktritt der EU-Kommission 1999. In seiner Amtszeit trieb er vor allem die Liberalisierung der Telefonmärkte in Europa voran und trug damit zum Aufbrechen der bisherigen staatlichen Monopole in diesem Bereich bei.
Als EU-Kommissar war Bangemann in Brüssel für den Kommunikationsbereich zuständig. Der Rat der Europäischen Union hatte mit Beschluss vom 9. Juli 1999 gegen Bangemann ein Verfahren vor dem Europäischen Gerichtshof angestrengt, um ein mögliches dienstliches Fehlverhalten im Zusammenhang mit dessen Wechsel zum Telefónica-Konzern prüfen zu lassen. Der Rat befürchtete, das diesbezügliche Verhalten Bangemanns würde den Ruf der Kommission als unabhängiges und unparteiisches Gremium gefährden und plädierte auf Aberkennung der Ruhegehaltsansprüche (Rs.T-208/99). Unter anderem nach Bangemanns Zusicherung, sich in der Zeit von Juli 1999 bis Juni 2001 beurlauben zu lassen, bevor er eine dritte Partei bei den EU-Organen vertrete und nachdem sich Bangemann bereit erklärt hatte, die von ihm beim EuGH eingebrachte Klage gegen den Rat (Rs. T-208/99) zurückzunehmen, wurde das Verfahren eingestellt.
Diesen Wechsel eines Kommissionsmitgliedes in ein Unternehmen, dessen Geschäftsfeld zuvor in das Aufgabengebiet des Kommissars fiel, nahm die EU-Kommission zum Anlass, einen Verhaltenskodex nebst Ethikkommission einzusetzen.

## Kabinette
- Kabinett Kohl II – Kabinett Kohl III

## Auszeichnungen
- 1986: Großes Verdienstkreuz der Bundesrepublik Deutschland
- 1988: Großes Goldenes Ehrenzeichen am Bande für Verdienste um die Republik Österreich[10]
- 1989: Großes Verdienstkreuz mit Stern der Bundesrepublik Deutschland
- 1989: Großkreuz des Ordens des Infanten Dom Henrique
- 1989: Thomas-Dehler-Preis
- 1989: Bayerischer Verdienstorden
- 1999: Reinhold-Maier-Medaille der Reinhold-Maier-Stiftung

## Schriften (Auswahl)
- Europäische Integration aus historischer Erfahrung. Ein Zeitzeugengespräch mit Michael Gehler. Bonn 2024.
- Mut zum Dialog. Wege zur europäischen Industriepolitik. Moderne Verlags-Gesellschaft, Stuttgart/München/Landsberg, München 1992.
- Steuerpolitik für die 90er Jahre. Plädoyer für den Abbau von Steuern und Subventionen. Busse Seewald, Herford 1988.
- Arbeitsmarkt der Zukunft. Plädoyer für eine offene Gesellschaft. Busse Seewald, Herford 1987.
- Kurs '87. Auf die FDP kommt es an. Seewald, Stuttgart/Herford 1985.
- Die Abgeordneten Europas. Möglichkeiten und Leistungen. Nomos, Baden-Baden 1984.
- mit Roland Bieber: Die Direktwahl, Sackgasse oder Chance für Europa? Analysen und Dokumente. Nomos, Baden-Baden 1976.
- Bilder und Fiktionen in Recht und Rechtswissenschaft. Jur. Diss. München 1964.